# Стеарат алюмінію
Стеара́т алюмі́нію (рос. стеарат алюминия; англ. aluminium stearate; нім. Aluminiumstearat m) — поверхнево-активна речовина; алюмінієва сіль стеаринової кислоти.

## Опис
Формула: С54Н105О6Al. Відносна молекулярна маса — 876. ефективний піногасник як у прісних, так і в мінералізованих розчинах; використовується у вигляді розчинів у дизельному пальному 1:10. Крім того, використовується для виробництва консистентних мастил. Син. — синтал.
Синтал-БТ (ТУ 2482-016-40912231-2004) — мастильна добавка, інгібітор набухання глинистих відкладів, гідрофобізатор для бурових розчинів та кольматаційних речовин у нафтогазовидобувній промисловості.